# 형지엘리트
형지엘리트는 1969년 제일모직의 제일합섬에서 출발해 40여년 이상 학생복 브랜드로 사랑을 받고 있는 '엘리트(elite)'와 국내 여러 대기업의 유니폼을 납품하는 '특수사업부문'을 운영하고 있는 의류 전문 기업이다. 2002년 6월 ㈜새한의 의류사업부가 분사하여 종업원 지주회사 '㈜에리트베이직' 법인으로 최초 설립되었다.

## 같이 보기
- 형지I&C
- 형지글로벌